# Dominik Neuman
Dominik Neuman, né le 23 octobre 1995, est un coureur cycliste tchèque.

## Palmarès sur route

### Par année
- 2017
  - RBB Tour-Memorial Jiriho Hudinka :
    - Classement général
    - 2e étape
- 2018
  -  Champion de République tchèque sur route par équipes[n 1]
- 2019
  - České Pohar
  - GP Borgeres
  - Mémorial Gustava Sumika
  - 2e du Visegrad 4 Bicycle Race - GP Slovakia
- 2021
  - Memoriál Gustava Sumíka
  - 2e du championnat de République tchèque sur route
- 2022
  - 3e du Circuit des Ardennes
- 2023
  - 2e de Velká Bíteš-Brno-Velká Bíteš
- 2025
  - Tour de Szeklerland : 
    - Classement général
    - 1re et 2e étapes

  - 2e de Velká Bíteš-Brno-Velká Bíteš

### Classements mondiaux
| Année                                 | 2017  | 2018  | 2019 | 2020 | 2021 | 2022 | 2023 | 2024  |
| ------------------------------------- | ----- | ----- | ---- | ---- | ---- | ---- | ---- | ----- |
| Classement mondial                    | 2189e | 3077e | 870e | 734e | 669e | 909e | 927e | 1312e |
| UCI Europe Tour                       | 1426e | 2038e | 633e | 589e | 530e | 666e | nc   | nc    |
|                                       |       |       |      |      |      |      |      |       |
| Légende : nc = non classéSource : UCI |       |       |      |      |      |      |      |       |

## Palmarès sur piste
- 2016
  -  Champion de République tchèque de poursuite par équipes (avec Jan Urbášek, Adam Sekanina et Matěj Kotouček)